# Прапор Лівії
Прапор Лівії — один з офіційних символів держави Лівійська Республіка. Він також відомий під назвою як прапор Лівійської Незалежності, який прийняли і затвердили у 2011 році — це прапор королівства Лівія, що використувало його в 1951—1969 роках.

## Історія

### 1918—1923
Республіка Триполітанія, що недовгий час існувала в Західній Лівії, використовувала як державний прапор блакитного кольору із зображеною в центрі зеленою пальмою і білою зіркою над нею.

### 1951—1969
Перший державний прапор сучасної Лівії був прийнятий в 1951, коли вона здобула незалежність від Італії. Він мав вигляд прямокутного полотнища, яке складається з трьох горизонтальних смуг: верхньої — червоного, середньої — чорного і нижньої — зеленого кольорів. У центрі чорної смуги, ширина якої була вдвічі більше верхньої або нижньої, містилося зображення білого півмісяця з п'ятипроменевою зіркою. Нині цей прапор все ще використовують як національний лівійські монархісти та опозиціонери, що живуть за кордоном. Дизайн прапора базувався на прапорі суфійського ордену Сенусійя, який мав вигляд чорного полотнища з півмісяцем і зіркою.

### 1969—1971
У результаті революції 1969 року офіційна назва Лівії було змінено на «Лівійська Арабська Республіка», а прапор замінений на пан-арабський трисмуговий червоно-біло-чорний).

### 1972—1977
У 1972, з входженням Лівії до складу Федерації Арабських Республік, новою державою було прийнято державний прапор. Він відрізнявся від прапора Лівії зразка 1969 року пропорціями, трохи інтенсивнішим кольором червоної смуги прапора, а також поміщеним на білій смузі золотим яструбом («Яструбом курайшитів»), що тримає в лапах стрічку з назвою держави на арабській.
8 березня 1977 Лівія вийшла зі складу федерації; офіційну назву держави було змінено на «Соціалістична Народна Лівійська Арабська Джамагирія». 11 листопада 1977 прапор Лівії був змінений на одноколірний зелений (що було реакцією на візит Анвара Садата в Ізраїль, який у Лівії визнали зрадою арабських і ісламських цінностей).

### 2011
У 2011 році під час повстання проти уряду верховенства Муаммара аль-Каддафі, повстанці використовували прапор 1951—1969 років, а також різні тимчасові версії, без півмісяця і зірки.
Протягом основної частини 2011 року в Лівії тривала громадянська війна, тож питання визнання того чи іншого прапора (а отже, й тієї чи іншої влади) було в компетенції конкретної держави. Зрештою після перемоги повстанців восени 2011 триколірний прапор із півмісяцем та зіркою набув офіційного статусу в новопроголошеній Лівійській Республіці.

## Галерея

Історичний прапор Османського вілайєта Триполітанії, 1864-1911
Прапор Триполітанської республіки 1919-1923
Історичний прапор емірату Киренаїка, 1949-1951
Прапор Сполученого Королівства Лівія — 24 грудня 1951 — 7 листопада 1969
Прапор Лівійської Арабської Республіки — 7 листопада 1969 — 31 грудня 1971
Прапор Федерації Арабських Республік — 1 січня 1972 — 11 листопада 1977
Прапор часів Джамахірії Мауаммара Каддафі (11 лютого 1977 — 23 жовтня 2011)
Варіант прапора 1951 року, з рівнорозмірними смугами, що є державним прапором в Лівії з 2011 року